# ルイーセ・ア・ダンマーク (1875-1906)
ルイーセ・ア・ダンマーク（デンマーク語: Louise af Danmark, 1875年2月17日 - 1906年4月4日）は、デンマークの王族、デンマーク王女（Prinsesse af Danmark）。デンマーク王フレゼリク8世の長女で、シャウムブルク＝リッペ侯子フリードリヒの妻。全名はルイーセ・カロリーネ・ヨセフィーネ・ソフィーエ・テューラ・オルガ（Louise Caroline Josephine Sophie Thyra Olga）。

## 生涯
フレゼリク8世とその妻でスウェーデン王カール15世の娘であるロヴィーサ（ルイーセ）の間の第3子、長女としてアマリエンボー宮殿で生まれた。1896年5月5日、シャウムブルク＝リッペ侯ゲオルク・ヴィルヘルムの孫息子で、ボヘミアのナーホトの領主であるフリードリヒ（1868年 - 1945年）と結婚した。しかし結婚生活は非常に不幸で、ルイーセは実家のデンマーク宮廷に長期滞在をして過ごすことが多かった。
1906年に髄膜炎を発症して数週間後、脳内の炎症が原因で急死したと発表されたが、実際には自殺を試みて夫の領地ラティボリッツ（現在のチェコ領南ボヘミア州ラティボジスケー・ホルイ）の湖に身を沈めようとし、そのせいでひいた風邪をこじらせて死んだという。なお、同日に同じラティボジツェ城において、義父のヴィルヘルムも死去している。夫は1909年にアンハルト公女アントイネッテと再婚した。

## 子女
- マリー・ルイーゼ・ダグマール・バティルディス・シャルロッテ（1897年 - 1938年） - 1916年、プロイセン王子フリードリヒ・ジギスムントと結婚
- クリスティアン・ニコラウス・ヴィルヘルム・フリードリヒ・アルベルト・エルンスト（1898年 - 1974年） - 1937年、デンマーク王女フェオドラと結婚
- シュテファニー・アレクサンドラ・ヘルミーネ・ティーラ・クセニア・バティルディス・インゲボルク（1899年 - 1925年） - 1921年、ベントハイム＝シュタインフルト侯ヴィクトル・アドルフと結婚